# Drosophila sexlineata
Drosophila sexlineata är en tvåvingeart som beskrevs av Oswald Duda 1940. Drosophila sexlineata ingår i släktet Drosophila och familjen daggflugor.
Artens utbredningsområde är Sydafrika.